# Tour de France 1999
Il Tour de France 1999, ottantaseiesima edizione della corsa, prese il via il 3 luglio da Puy du Fou e si concluse il 25 luglio con la classica passerella sugli Champs-Élysées, a Parigi.
Si tratta della prima di sette edizioni consecutive del Tour senza vincitore, a causa della squalifica, sancita successivamente nel tempo una volta emerso lo scandalo doping che lo coinvolse, dello statunitense Lance Armstrong.
Il 23 agosto 2005, una inchiesta del giornale sportivo L'Équipe, accompagnata dall'analisi di un campione di urina, ha dimostrato che Lance Armstrong risultò positivo all'eritropoietina (EPO) durante il Tour del 1999. Il 22 ottobre 2012 l'UCI riconobbe la sanzione imposta dall'USADA al ciclista statunitense, accusato di aver utilizzato sostanze dopanti durante la sua permanenza alla US Postal Service, e confermò di fatto la cancellazione delle sue sette vittorie al Tour de France. Il 26 ottobre la stessa UCI ufficializzò la decisione di non attribuire ad altri corridori le vittorie ottenute dallo statunitense e di non modificare i piazzamenti degli altri ciclisti.
Tale decisione, seppure tardiva, simboleggiò una sorta di ripudio da parte del Tour a quel difficile periodo.
Lance Armstrong aveva a lungo negato il sistematico utilizzo di pratiche dopanti nei suoi team; ma poi, messo con le spalle al muro anche dalle confessioni (spontanee presso la Usada, in interviste agli organi di stampa o in autobiografie) di alcuni dei suoi vecchi compagni di squadra, soltanto il 17 gennaio 2013, durante un'intervista con Oprah Winfrey, egli ammise per la prima volta di aver alterato illegalmente le proprie prestazioni sportive, sia durante il periodo in cui vinse i suoi sette Tour de France, sia durante il periodo precedente al cancro.
Al secondo posto della classifica generale del Tour de France 1999 si piazzò il passista-cronoman svizzero Alex Zülle (per l'elvetico si trattò del secondo ed ultimo podio della sua carriera al Tour dopo un'altra piazza d'onore ottenuta nell'edizione del 1995).
Al terzo posto della classifica generale si piazzò lo scalatore spagnolo Fernando Escartín (al primo ed unico podio della carriera conseguito nella Grande Boucle).

## Tappe
| Tappa  | Data      | Percorso                                      | km      | Vincitore di tappa | Leader cl. generale |
| ------ | --------- | --------------------------------------------- | ------- | ------------------ | ------------------- |
| prol.  | 3 luglio  | Puy du Fou > Puy du Fou (cron. individuale)   | 6,8     | Lance Armstrong    | Lance Armstrong     |
| 1ª     | 4 luglio  | Montaigu > Challans                           | 208     | Jaan Kirsipuu      | Lance Armstrong     |
| 2ª     | 5 luglio  | Challans > Saint-Nazaire                      | 176     | Tom Steels         | Jaan Kirsipuu       |
| 3ª     | 6 luglio  | Nantes > Laval                                | 194,5   | Tom Steels         | Jaan Kirsipuu       |
| 4ª     | 7 luglio  | Laval > Blois                                 | 191     | Mario Cipollini    | Jaan Kirsipuu       |
| 5ª     | 8 luglio  | Bonneval > Amiens                             | 233,5   | Mario Cipollini    | Jaan Kirsipuu       |
| 6ª     | 9 luglio  | Amiens > Maubeuge                             | 171,5   | Mario Cipollini    | Jaan Kirsipuu       |
| 7ª     | 10 luglio | Avesnes-sur-Helpe > Thionville                | 227     | Mario Cipollini    | Jaan Kirsipuu       |
| 8ª     | 11 luglio | Metz > Metz (cron. individuale)               | 56,5    | Lance Armstrong    | Lance Armstrong     |
|        | 12 luglio | giorno di riposo                              |         |                    |                     |
| 9ª     | 13 luglio | Le Grand-Bornand > Sestriere (ITA)            | 213,5   | Lance Armstrong    | Lance Armstrong     |
| 10ª    | 14 luglio | Sestriere (ITA) > Alpe d'Huez                 | 220,5   | Giuseppe Guerini   | Lance Armstrong     |
| 11ª    | 15 luglio | Le Bourg-d'Oisans > Saint-Étienne             | 198,5   | Ludo Dierckxsens   | Lance Armstrong     |
| 12ª    | 16 luglio | Saint-Galmier > Saint-Flour                   | 201,5   | David Etxebarria   | Lance Armstrong     |
| 13ª    | 17 luglio | Saint-Flour > Albi                            | 236,5   | Salvatore Commesso | Lance Armstrong     |
| 14ª    | 18 luglio | Castres > Saint-Gaudens                       | 199     | Dmitrij Konyšev    | Lance Armstrong     |
|        | 19 luglio | giorno di riposo                              |         |                    |                     |
| 15ª    | 20 luglio | Saint-Gaudens > Piau-Engaly                   | 173     | Fernando Escartín  | Lance Armstrong     |
| 16ª    | 21 luglio | Lannemezan > Pau                              | 192     | David Etxebarria   | Lance Armstrong     |
| 17ª    | 22 luglio | Mourenx > Bordeaux                            | 200     | Tom Steels         | Lance Armstrong     |
| 18ª    | 23 luglio | Jonzac > Futuroscope                          | 187     | Gianpaolo Mondini  | Lance Armstrong     |
| 19ª    | 24 luglio | Futuroscope > Futuroscope (cron. individuale) | 57      | Lance Armstrong    | Lance Armstrong     |
| 20ª    | 25 luglio | Arpajon > Parigi                              | 143,5   | Robbie McEwen      | Lance Armstrong     |
| Totale | Totale    | Totale                                        | 3 686,8 |                    |                     |

## Squadre e corridori partecipanti
| N.    | Cod. | Squadra                          |
| ----- | ---- | -------------------------------- |
| 1-9   | COF  | Cofidis, le Crédit par Téléphone |
| 11-19 | MER  | Mercatone Uno-Bianchi            |
| 21-29 | TEL  | Team Deutsche Telekom            |
| 31-39 | MAP  | Mapei-Quick Step                 |
| 41-49 | RAB  | Rabobank                         |
| 51-59 | ONC  | ONCE-Deutsche Bank               |
| 61-69 | PLT  | Team Polti                       |
| 71-79 | SAE  | Saeco-Cannondale                 |
| 81-89 | LOT  | Lotto-Mobistar                   |
| 91-99 | CSO  | Casino-C'est votre Equipe        |

| N.      | Cod. | Squadra                               |
| ------- | ---- | ------------------------------------- |
| 101-109 | LAM  | Lampre-Daikin                         |
| 111-119 | KEL  | Kelme-Costa Blanca                    |
| 121-129 | VIT  | Vitalicio Seguros                     |
| 131-139 | C.A  | Crédit Agricole                       |
| 141-149 | FES  | Festina-Lotus                         |
| 151-159 | FDJ  | Française des Jeux                    |
| 161-169 | BAN  | Banesto                               |
| 171-179 | CTA  | Cantina Tollo-Alexia Alluminio Italia |
| 181-189 | USP  | US Postal Service                     |
| 191-199 | BIG  | BigMat-Auber 93                       |

## Resoconto degli eventi
Dei 180 corridori partecipanti arrivarono al traguardo finale di Parigi 141: vista però l'esclusione successiva di Lance Armstrong i corridori realmente classificati furono alla fine 140.  Le squadre partecipanti erano 6 francesi, 6 italiane, 4 spagnole, 1 olandese, 1 belga, 1 tedesca, 1 statunitense.  I corridori partecipanti erano 42 italiani, 40 francesi, 31 spagnoli, 17 belgi, 8 statunitensi, 7 svizzeri, 7 tedeschi, 6 olandesi, 4 australiani, 3 russi, 3 colombiani, 3 danesi, 2 cechi, 2 svedesi, 1 polacco, 1 lettone, 1 austriaco, 1 britannico, 1 kazako, 1 estone.
Le tappe furono 20, precedute da un cronoprologo iniziale, per una distanza totale di 3 686,8 km; il paese venne percorso in senso orario, con le tappe alpine a precedere quelle pirenaiche. La corsa effettiva vide la prima vittoria dello statunitense Lance Armstrong, che prevalse sullo svizzero Alex Zülle, già secondo nel 1995, e sullo spagnolo Fernando Escartín.
Erano assenti per diverse ragioni Jan Ullrich, Marco Pantani, Laurent Jalabert, Bjarne Riis e nessun vincitore delle precedenti edizioni era al via. Armstrong sovrastò gli avversari già dal prologo, cedette poi la maglia gialla durante la prima settimana di gara (dedicata ai velocisti) all'estone Jaan Kirsipuu, salvo poi confermarsi riprendendo il simbolo del primato nella tappa a cronometro di Metz ed affermarsi definitivamente il giorno dopo nella tappa del Sestriere. Nelle ultime tappe di montagna si difese poi dagli attacchi di scalatori come Fernando Escartín (peraltro vincitore a Piau-Engaly), andando a suggellare il successo nella cronometro di Futuroscope (tre su tre nelle prove contro il tempo) al penultimo giorno.
Tra gli uomini di classifica lo svizzero Zülle e l'italiano Ivan Gotti, vincitore del Giro 1999, persero quasi sei minuti dallo statunitense rimanendo coinvolti in una maxi-caduta sul pavé scivoloso del Passage du Gois nel corso della seconda tappa, da Challans a Saint-Nazaire; l'evento influenzò notevolmente le sorti della gara dal momento che Zülle, nelle 18 tappe seguenti, fu l'unico in grado di tenere il passo di Armstrong sia nelle salite che a cronometro, subendo un ritardo di meno di due minuti (chiuderà staccato di 7'37").
L'italiano Mario Cipollini ottenne quattro vittorie consecutive allo sprint (la tappa di Blois fece segnare il record di velocità media, 50,355 km/h), salvo poi ritirarsi nel corso della nona tappa, con l'arrivo delle montagne. Il tedesco Erik Zabel vinse la maglia verde per la quarta volta consecutiva, mentre la maglia a pois di vincitore della classifica scalatori andò per la quinta volta al francese Richard Virenque. Miglior giovane fu il venticinquenne Benoît Salmon, miglior squadra la spagnola Banesto capitanata da Zülle.
Dopodiché, dal 2005 al 2012, si succedettero nella maniera sopra citata le decisioni che corressero la classifica di questa edizione del Tour de France.

## Evoluzione delle classifiche
| Tappa (Vincitore)  | Tappa (Vincitore)  | Classifica generale Maglia gialla | Classifica a punti Maglia verde | Classifica scalatori Maglia a pois | Classifica giovani Maglia bianca | Classifica a squadre Numero giallo |
| ------------------ | ------------------ | --------------------------------- | ------------------------------- | ---------------------------------- | -------------------------------- | ---------------------------------- |
| Prologo            | Lance Armstrong    | Lance Armstrong                   | Lance Armstrong                 | Mariano Piccoli                    | Rik Verbrugghe                   | US Postal Service                  |
| 1ª                 | Jaan Kirsipuu      | Lance Armstrong                   | Jaan Kirsipuu                   | Mariano Piccoli                    | Rik Verbrugghe                   | US Postal Service                  |
| 2ª                 | Tom Steels         | Jaan Kirsipuu                     | Jaan Kirsipuu                   | Mariano Piccoli                    | Christian Vande Velde            | US Postal Service                  |
| 3ª                 | Tom Steels         | Jaan Kirsipuu                     | Jaan Kirsipuu                   | Mariano Piccoli                    | Christian Vande Velde            | US Postal Service                  |
| 4ª                 | Mario Cipollini    | Jaan Kirsipuu                     | Jaan Kirsipuu                   | Mariano Piccoli                    | Christian Vande Velde            | US Postal Service                  |
| 5ª                 | Mario Cipollini    | Jaan Kirsipuu                     | Jaan Kirsipuu                   | Mariano Piccoli                    | Christian Vande Velde            | US Postal Service                  |
| 6ª                 | Mario Cipollini    | Jaan Kirsipuu                     | Jaan Kirsipuu                   | Mariano Piccoli                    | Christian Vande Velde            | US Postal Service                  |
| 7ª                 | Mario Cipollini    | Jaan Kirsipuu                     | Jaan Kirsipuu                   | Mariano Piccoli                    | Christian Vande Velde            | US Postal Service                  |
| 8ª                 | Lance Armstrong    | Lance Armstrong                   | Jaan Kirsipuu                   | Mariano Piccoli                    | Magnus Bäckstedt                 | US Postal Service                  |
| 9ª                 | Lance Armstrong    | Lance Armstrong                   | Stuart O'Grady                  | Richard Virenque                   | Benoît Salmon                    | US Postal Service                  |
| 10ª                | Giuseppe Guerini   | Lance Armstrong                   | Stuart O'Grady                  | Richard Virenque                   | Benoît Salmon                    | ONCE-Deutsche Bank                 |
| 11ª                | Ludo Dierckxsens   | Lance Armstrong                   | Stuart O'Grady                  | Richard Virenque                   | Benoît Salmon                    | Festina-Lotus                      |
| 12ª                | David Etxebarria   | Lance Armstrong                   | Erik Zabel                      | Richard Virenque                   | Benoît Salmon                    | Festina-Lotus                      |
| 13ª                | Salvatore Commesso | Lance Armstrong                   | Erik Zabel                      | Richard Virenque                   | Benoît Salmon                    | ONCE-Deutsche Bank                 |
| 14ª                | Dmitrij Konyšev    | Lance Armstrong                   | Erik Zabel                      | Richard Virenque                   | Benoît Salmon                    | Festina-Lotus                      |
| 15ª                | Fernando Escartín  | Lance Armstrong                   | Erik Zabel                      | Richard Virenque                   | Benoît Salmon                    | Banesto                            |
| 16ª                | David Etxebarria   | Lance Armstrong                   | Erik Zabel                      | Richard Virenque                   | Benoît Salmon                    | Banesto                            |
| 17ª                | Tom Steels         | Lance Armstrong                   | Erik Zabel                      | Richard Virenque                   | Benoît Salmon                    | Banesto                            |
| 18ª                | Gianpaolo Mondini  | Lance Armstrong                   | Erik Zabel                      | Richard Virenque                   | Benoît Salmon                    | Banesto                            |
| 19ª                | Lance Armstrong    | Lance Armstrong                   | Erik Zabel                      | Richard Virenque                   | Benoît Salmon                    | Banesto                            |
| 20ª                | Robbie McEwen      | Lance Armstrong                   | Erik Zabel                      | Richard Virenque                   | Benoît Salmon                    | Banesto                            |
| Classifiche finali | Classifiche finali | Lance Armstrong                   | Erik Zabel                      | Richard Virenque                   | Benoît Salmon                    | Banesto                            |

## Classifiche finali

### Classifica generale - Maglia gialla
| Pos. | Corridore         | Squadra        | Tempo     |
| ---- | ----------------- | -------------- | --------- |
| SQ   | Lance Armstrong   | US Postal      | 91h32'16" |
| 2    | Alex Zülle        | Banesto        | a 7'37"   |
| 3    | Fernando Escartín | Kelme          | a 10'26"  |
| 4    | Laurent Dufaux    | Saeco          | a 14'43"  |
| 5    | Ángel Casero      | Vitalicio Seg. | a 15'11"  |
| 6    | Abraham Olano     | ONCE           | a 16'47"  |
| 7    | Daniele Nardello  | Mapei          | a 17'02"  |
| 8    | Richard Virenque  | Team Polti     | a 17'28"  |
| 9    | Wladimir Belli    | Festina-Lotus  | a 17'37"  |
| 10   | Andrea Peron      | ONCE           | a 23'10"  |

### Classifica a punti - Maglia verde
| Pos. | Corridore          | Squadra         | Punti |
| ---- | ------------------ | --------------- | ----- |
| 1    | Erik Zabel         | Deutsche Tel.   | 323   |
| 2    | Stuart O'Grady     | Crédit Agricole | 275   |
| 3    | Christophe Capelle | BigMat          | 196   |
| 4    | Tom Steels         | Mapei           | 188   |
| 5    | François Simon     | Crédit Agricole | 186   |

### Classifica scalatori - Maglia a pois
| Pos. | Corridore         | Squadra       | Punti |
| ---- | ----------------- | ------------- | ----- |
| 1    | Richard Virenque  | Team Polti    | 279   |
| 2    | Alberto Elli      | Deutsche Tel. | 226   |
| 3    | Mariano Piccoli   | Lampre-Daikin | 205   |
| 4    | Fernando Escartín | Kelme         | 194   |
| SQ   | Lance Armstrong   | US Postal     | 193   |

### Classifica giovani - Maglia bianca
| Pos. | Corridore              | Squadra        | Tempo     |
| ---- | ---------------------- | -------------- | --------- |
| 1    | Benoît Salmon          | Casino         | 92h01'15" |
| 2    | Mario Aerts            | Lotto-Mobistar | a 10'22"  |
| 3    | Francisco Tomás García | Vitalicio Seg. | a 16'32"  |
| 4    | Francisco Mancebo      | Banesto        | a 21'32"  |
| 5    | Luis Pérez Rodríguez   | ONCE           | a 23'54"  |

### Classifica a squadre - Numero giallo
| Pos. | Squadra            | Tempo      |
| ---- | ------------------ | ---------- |
| 1    | Banesto            | 275h05'21" |
| 2    | ONCE-Deutsche Bank | a 8'16"    |
| 3    | Festina            | a 16'13"   |
| 4    | Kelme-Costa Blanca | a 23'48"   |
| 5    | Mapei-Quick Step   | a 24'13"   |